# Houssen
Houssen (deutsch Hausen, elsässisch Hüse) ist eine französische Gemeinde mit 2358 Einwohnern (Stand 1. Januar 2022) im Département Haut-Rhin in der Europäischen Gebietskörperschaft Elsass und in der Region Grand Est.

## Geografie
Die Gemeinde liegt ungefähr fünf Kilometer nördlich von Colmar. Im Osten fließt die Ill und im Westen die Fecht.

## Geschichte
Die erste urkundliche Erwähnung des Ortes in der latinisierten Namensform Mansus Husen wird auf das Ende des 12. Jahrhunderts datiert.
Von 1871 bis zum Ende des Ersten Weltkrieges gehörte Hausen als Teil des Reichslandes Elsaß-Lothringen zum Deutschen Reich und war dem Kreis Colmar im Bezirk Oberelsaß zugeordnet.

### Bevölkerungsentwicklung
| Jahr      | 1910 | 1962 | 1968 | 1975 | 1982 | 1990 | 1999 | 2007 | 2017 |
| Einwohner | 1054 | 987  | 1081 | 1094 | 1219 | 1348 | 1578 | 1652 | 2249 |

## Gewerbe und Verkehr
Seit 1990 sind im Gemeindegebiet von Houssen mit Buhlfeld und Mariafeld zwei große Gewerbegebiete entstanden, in denen sich Industriebetriebe sowie Dienstleistungsunternehmen angesiedelt haben. Die Landwirtschaft spielt in der Gemeinde eine untergeordnete Rolle.

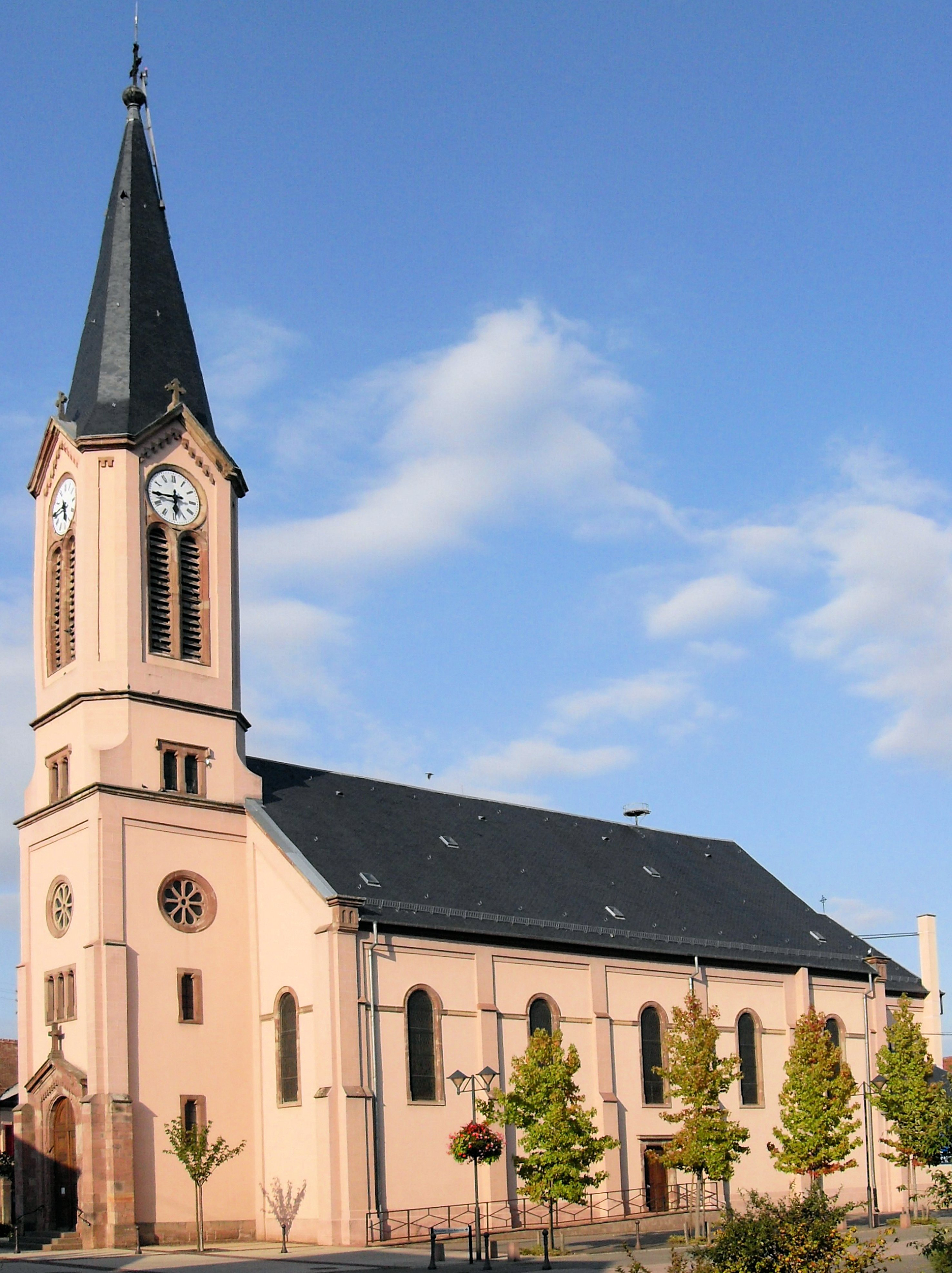
Kirche Saint-Maurice

Südlich der Gemeinde liegt der Flugplatz Colmar-Houssen.

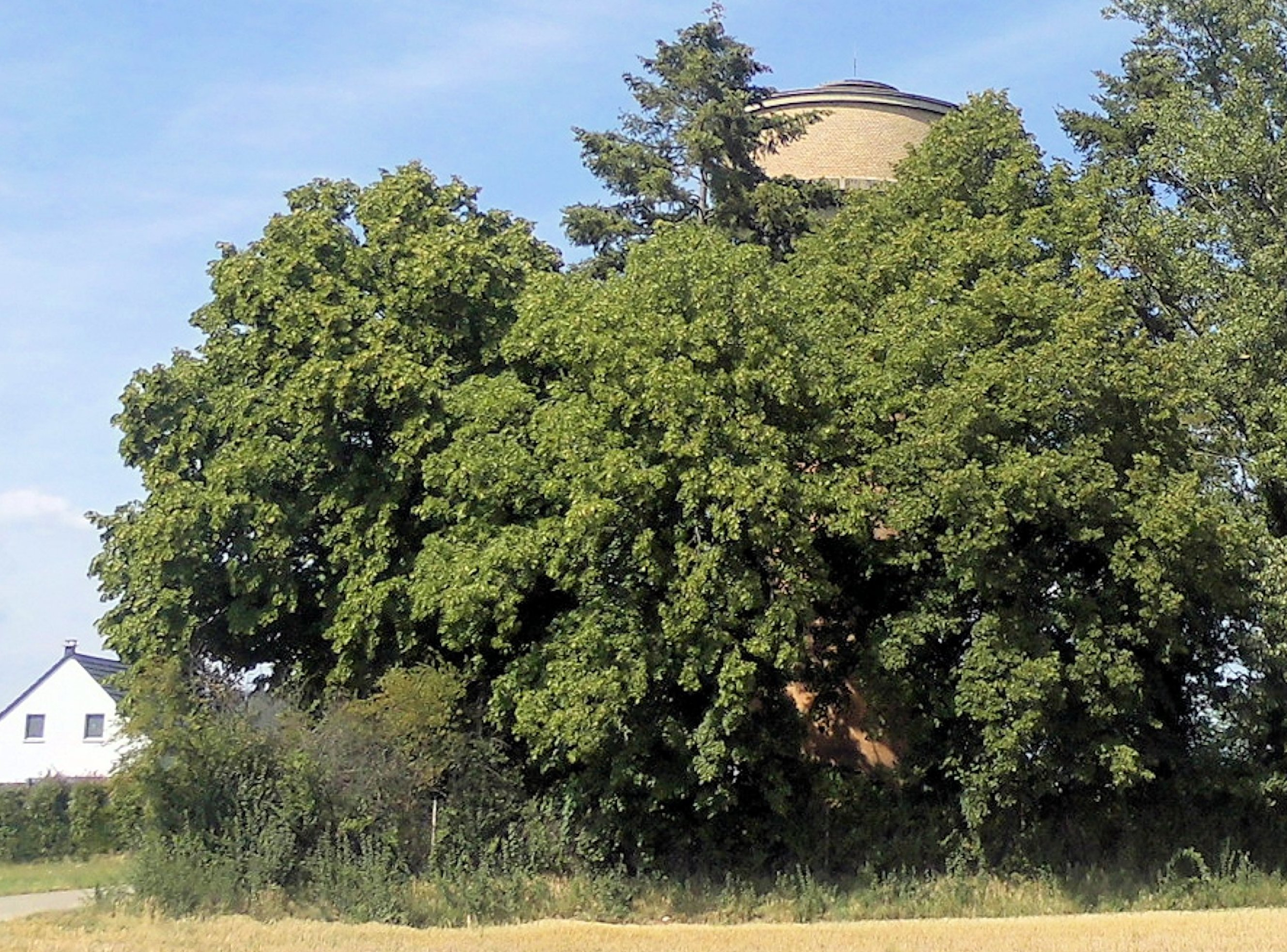
Wasserturm Houssen

## Nachweise
1. 1 2  Gemeindeverzeichnis Deutschland 1900 – Kreis Colmar (Memento des Originals vom 21. Februar 2016 im Internet Archive)  Info: Der Archivlink wurde automatisch eingesetzt und noch nicht geprüft. Bitte prüfe Original- und Archivlink gemäß Anleitung und entferne dann diesen Hinweis.